# دون اشمن
دون اشمن (انگلیسی: Don Ashman; ۹ اکتبر ۱۹۰۲ – 1984 (aged 81)) بازیکن فوتبال اهل بریتانیا بود.
از باشگاه‌هایی که در آن بازی کرده‌است می‌توان به باشگاه فوتبال میدلزبرو، باشگاه فوتبال کویینز پارک رنجرز و باشگاه فوتبال دارلینگتون اشاره کرد.